# Збірна Республіки Сербської з футболу
Збірна Республіки Сербської з футболу — футбольна збірна, яка представляє Республіку Сербську, ентитетів Боснії і Герцеговини. Не перебуває у ФІФА або УЄФА. Утворена в 1992 році після утворення Республіки Сербської як політичного ентитетів. Футбольний союз Республіки Сербської утворений 5 вересня 1992 року в розпал Боснійської війни. Матчі клубів і збірної проводилися в важкий воєнний час.

## Історія
Першу неофіційну зустріч команда Республіки Сербської провела 20 грудня 1992 року на Міському стадіоні міста Баня-Лука (клуб «Борац») проти команди Республіки Сербська Крайна. Перший історичний м'яч забив Зоран Нешкович на 16-й хвилині, а на 45-й хвилині Тихомир Жорич зрівняв рахунок (він же був визнаний найкращим гравцем матчу). У складі збірної Республіки Сербської на поле вийшли:
- Нікола Чобанович
- Драган Маркович
- Недо Зделяр
- Сретко Войкич
- Зоран Враньєш
- Стоян Янетович
- Іелько Саламич
- Владо Ягодич
- Борче Средович
- Любиша Кукаївця
- Борислав Тонкович
- Данієль Паїч
- Йовиця Лукич
- Милан Миладинович
- Стоян Малбашич
- Енвер Алишич
- Мичо Грачанин
- Зоран Нешкович
- Алекса Марич
- Предраг Шобот
- Борис Глухович
- Филип Триван
- Драго Лукич
- Миро Шарац

Головним тренером у тому матчі був Милош Джуркович, його асистентом — Младен Катич.
У 1995 році були утворені Перша ліга Республіки Сербської з футболу та Кубок Республіки Сербської; тоді ж з'явилися окремі чемпіонати хорватської і боснійської частин країни. У 1996 році ФІФА визнала Федерацію футболу Боснії і Герцеговини, а в 1998 році це зробило й УЄФА. Клуби отримали право виступати в єврокубках, окрім команд Республіки Сербської. Хоча Дейтонські угоди, які завершили війну в Боснії і Герцеговині, дозволило організовувати незалежні спортивні організації в Республіці Сербській, які могли б бути визнаними на міжнародному рівні, але ФІФА й УЄФА наполягали, що футболісти Республіки Сербської не можуть представляти свою автономію на міжнародному рівні. Лише 23 травня 2002 року після набрання Футбольного союзу Республіки Сербської в Футбольний союз Боснії і Герцеговини клуби Республіки Сербської отримали право грати в єврокубках, а уродженці Республіки Сербської — право грати за Боснію і Герцеговину.
У 2000 році збірна Республіки Сербської провела перший офіційний матч проти грецького клубу «Кавала» (перемога 4:0), через рік були зіграні два матчі з німецькими клубами — дублем «Баварії» (поразка 0:1) і клубом «Швайнфурт 05» (перемога 4: 2). Однак на цьому історія матчів Республіки Сербської закінчилася: основна команда не скликається, її честь представляє тільки молодіжна збірна, що бере участь щорічно в міжнародних товариських турнірах. Ведуться переговори про те, щоб провести матч з командою Сербії.

## Статистика зіграних матчів
| Дата | Змагання    | Місце             | Господарі            | Результат | Гості                    |
| ---- | ----------- | ----------------- | -------------------- | --------- | ------------------------ |
| 1992 | Товариський | Баня-Лука         | Республіка Сербська  | 1 – 1     | Сербська Країна          |
| 1998 | Товариський | Східне Сараєво    | «Славія» (Сараєво)   | 2 – 2     | Республіка Сербська      |
| 1999 | Товариський | Баня-Лука         | Республіка Сербська  | 2 – 2     | «Козара»                 |
| 1999 | Товариський | Баня-Лука         | Республіка Сербська  | 2 – 1     | «Рудар» (Углєвик)        |
| 1999 | Товариський | Баня-Лука         | Республіка Сербська  | 4 – 0     | Республіка Сербська U-21 |
| 1999 | Товариський | Дворові           | «Пролетер» (Дворові) | 0 – 4     | Республіка Сербська      |
| 2000 | Товариський | Баня-Лука         | Республіка Сербська  | 1 – 2     | Республіка Сербська U-21 |
| 2000 | Товариський | Баня-Лука         | Республіка Сербська  | 4 – 0     | «Кавала»                 |
| 2000 | Товариський | Баня-Лука         | Республіка Сербська  | 2 – 0     | «Боксит»                 |
| 2000 | Товариський | Углєвик           | «Рудар» (Углєвик)    | 1 – 2     | Республіка Сербська      |
| 2000 | Товариський | Баня-Лука         | Республіка Сербська  | 4 – 1     | Республіка Сербська U-21 |
| 2001 | Товариський | Баня-Лука         | Республіка Сербська  | 4 – 1     | Республіка Сербська U-21 |
| 2001 | Товариський | Мюнхен, Німеччина | Баварія II           | 1 – 0     | Республіка Сербська      |
| 2001 | Товариський | Мюнхен, Німеччина | «Швайнфурт 05»       | 2 – 4     | Республіка Сербська      |
| 2001 | Товариський | Бієліна           | «Радник» (Бієліна)   | 1 – 1     | Республіка Сербська      |

| Матчів | Перемог | Нічиїх | Поразое | Забитих м'ячів | Пропущених м'ячів |
| ------ | ------- | ------ | ------- | -------------- | ----------------- |
| 15     | 9       | 4      | 2       | 39             | 17                |

## Молодіжна збірна
Молодіжна збірна Республіки Сербської з футболу утворена в 2000 році й щорічно бере участь в декількох міжнародних турнірах (у тому числі в турнірі Стевана Нештицького. Вона перемагала на цьому турнірі в 2004 і 2012 роках.